# Campodorus barbator
Campodorus barbator là một loài tò vò trong họ Ichneumonidae.